# Енрико Ферми
Енрико Ферми (итал. Enrico Fermi; Рим, 29. септембар 1901 — Чикаго, 28. новембар 1954) био је италијански и амерички физичар, најпознатији по свом раду о распадању бета честица, развоју првог нуклеарног реактора, и по развоју квантне теорије. Сматра се „архитектом атомске бомбе“. Он је био један од малобројних физичара у историји који су се истакли у теоријском и експерименталном пољу. Ферми је имао неколико патената везаних за употребу нуклеарне енергије, и био је награђен Нобеловом наградом за физику 1938. за свој рад на индукованој радиоактивности путем неутронског бомбардовања, као и за откриће трансуранијумских елемената. Он је направио знатне доприносе развоју квантне теорије, нуклеарне физике, физике елементарних честица, и статистичке механике.
Фермијеви први значајан допринос је био у области статистичке механике. Након што је Волфганг Паули објавио свој принцип искључења 1925. године, Ферми је следио публикацијом у којој је применио принцип на идеални гас, користећи статистичку формулацију која је сада позната као Ферми–Диракова статистика. Данас се честице које следе принцип искључења називају „фермионима“. Касније је Паули постулирао постојање једне ненаелектрисане невидљиве честице која се емитује заједно са електронима током бета распада, да би се задовољио закон закон очувања енергије. Ферми је прихватио ту идеју и развио модел који инкорпорира постулисану честицу, коју је он именова „неутрином“. Његова теорија, која се касније названа Фермијевом интеракцијом и знатно касније слабом интеракцијом, описује једну од четири фундаменталне силе природе. Путем експеримената индуковане радиоактивности са недавно откривеним неутронима, Ферми је открио да се спори неутрони лакше заробљавају од брзих, и развио је Фермијеву старосну једначину ради описивања тог опажања. Након бомбардовања торијума и уранијума са спорим неутронима, он је извео закључак да су формирани нови елементи; мада је он награђен Нобеловом наградом за то откриће, накнадно је показано да су нови елементи фисиони продукти.
Ферми је напустио Италију 1938. године да би избегао италијанске расне законе који су погађали његову јеврејску супругу Лауру Капон. Он је емигрирао у Сједињене Државе где је радио на пројекту Менхетн током Другог светског рата. Ферми је предводио тим који је дизајнирао и изградио реактор Chicago Pile-1, који је постао критична дана 2. децембра 1942, чиме је демонстрирана прва вештачка самоодржавајућа нуклеарна ланчана реакција. Он је учествовао у пројекту у којем је X-10 графитни реактор у Оук Риџу у Тенесију постао критичан 1943, као и у раду на Б реактору у Ханфорд локацији следеће године. У Лос Аламосу он је предводио Ф дивизију, одељење који је радило на Едвард Телеровој термонуклеарној „супер“ бомби. Он је био присутан на Тринити тесту дана 16. јула 1945, где је користио свој Фермијев метход да процени принос бомбе.
Након рата, Ферми је служио под Робертом Опенхајмером на Генералном саветодавном комитету, који је саветовао Комисију за атомску енергију о нуклеарним питањима и политици. Након детонације прве совјетске фисионе бомбе августа 1949, он се снажно противио развоју хидрогенске бомбе на моралној и техничкој основи. Он је био међу научницима који су сведочили у име Опенхајмера на расправи из 1954 што је имало за последицу ускраћивање његовог сигурносног одобрења. Ферми је дао знатан доприност у пољу физике елементарних честица, посебно у погледу пиона и миона. Он је спекулисао да космички зраци настају путем убрзања материјала магнетним пољем у интерстеларном простору. Многе награде, концепти, и институције носе његово име. Синтетички елемент фермијум (хемијски симбол Fm) носи његово име, те је он један од 16 научника који имају елементе именоване по њима.

## Биографија
Енрико Ферми је рођен 1901. у Риму (Италија). Он је био треће дете Алберта Фермија, обласног руководиоца (итал. Capo Divisione) у Министарству железнице, и Иде де Гатис, учитељице у основној школи. Његова једина сестра, Марија, је била две године старија од њега, а његов брат Ђулио је био годину дана старији. Два дечака су била послата на село ради дојења. Енрико се придружио својој фамилији у Риму кад је имао две и по године. Мада је крштен у католичкој цркви у складу са жељама своје породице, његова породица није била посебно религиозна; Енрико је био агностик током свог одраслог живота. Као дечак је имао заједничке интересе са својим братом Ђулијом. Они су градили електричне моторе и играли се са електричним и механичким играчкама. Ђулио је умро услед администрације анестетике при операцији апсцеса на грлу 1915. године. Марија је умрла у авионском крашу у близини Милана 1959. године.
Један од Фермијевих првих извора за студирање физике је била књига коју је нашао на локалној пијаци у Кампо де Фиорију у Риму. Објављена 1840, књига Elementorum physicae mathematicae са 900 страна, је била написана на латинском од стране Језуитског оца Андреја Карафа, професора на Римском колеџу. Она је покривала математику, класичну механику, астрономију, оптику, и акустику, у мери у којој су те дисциплине биле разјашњене у време писања те књиге. Ферми се спријатељио са још једним научно наклоњеним студентом, Енриком Персиком, и заједно су радили на научним пројектима као што су изградња жироскопа и покушајима да се прецизно измери убрзање Земљине гравитације. Фермијев интерес у физику је даље поспешио колега његовог оца Адолфо Амидеј, који му је дао неколико књига о физици и математици, које је он читао и брзо их асимилирао.
Енрико је студирао на Универзитету у Пизи од 1918. до 1922, а потом на универзитетима у Лејдену и Гетингену. Докторирао у Пизи 1922. Професор теоријске физике универзитета у Риму постао 1927.
Раних 1930-их Ферми је истраживао међуделовање неутрона с језгром атома бомбардујући неутронима разне хемијске елементе. Убрзо је открио успоравање (модерацију) неутрона те занимљиву реакцију у којој настају нови продукти ако се уранијум бомбардује спорим неутронима (касније препознату као нуклеарну фисију). Ферми је 1933. поставио теорију β-радиоактивности језгара, постулирајући распад неутрона у језгру атома у протон уз емисију електрона (β-честице) и неутрина, тако да се енергија распада дели између електрона и неутрина дајући карактеристични континуирани емисијски спектар електрона. Тих је година у нискоенергијским експериментима β-распада препозната темељна слаба сила, која је уза све Фермијеве корекције у распадима касније проширена у V-A фундаменталну теорију слабих деловања. Под В-А се подразумева се грађа слабих наелектрисаних струја повезаних с β-распадима (слабим процесима), где се V односи на векторски део, а A на аксијални део струје. Наиме, у амплитудама или износима струја треба урачунати несачување парности укључивањем једнаких доприноса компоненти V и A, јер векторска струја мења предзнак а аксијална остаје непромењена под операцијом промене парности. У законима β-распада симетрија просторне парности нарушена је (Цунг-Дао Ли и Џен-Нинг Јанг).
Ферми је примио Нобелову награду за физику 1938. за откриће нових радиоактивних елемената озрачивањем неутронима и за откриће нуклеарних реакција узрокованих спорим неутронима. Након свечане доделе награде, Ферми је из Шведске с породицом отпутовао у САД због италијанског фашистичког режима. Прихватио је положај професора физике на универзитету Колумбија у Њујорку. Наставио је експериментално истраживање нуклеарне фисије у тиму с L. Силардом. Након што је председник Френклин Делано Рузвелт 6. децембра 1941. одобрио Пројекат Менхетн, Ферми је прешао на универзитет у Чикагу, где ради експерименте с ланчаним реакцијама цепања језгара уранијума у оквиру пројекта кодираног као Металуршки пројект.
Прву контролисану ланчану реакцију Ферми је извео 2. децембра 1942. у првом нуклеарном реактору на отвореном, којему је снага износила 0,5 W, да би десетак дана након тога била повећана до 200 W произведене топлоте. Због своје конструкције нуклеарни реактор је био назван Чикашка гомила 1 . Графитни блокови, који су имали улогу модератора, били су међусобно наслагани, а уранијско гориво уметнуто у шупљине између њих. Фермијевим открићем утемељено је конструктивно искориштавање енергије ослобођене фисијом тешких изотопа: фисијска нуклеарна енергетика.

## Заслуге
Фермијеви најважнији доприноси подједнако су значајни у теоријској и експерименталној физици, од теорије β-распада неутрона 1933. до прве контролисане ланчане реакције у првоме нуклеарном реактору CP 1 (Chicago Pile 1), изведене 2. децембра 1942. у кругу универзитета у Чикагу.
Након Другог светског рата универзитет у Чикагу је основао Институт за нуклеарна истраживања (данас The Enrico Fermi Institute или Fermilab). Фермијеве су заслуге велике и у физици високих енергија. Био је главни покретач градње синкроциклотрона на универзитету у Чикагу, а цело је постројење поткрај Фермијева живота премештено у Fermilab. По њем су названи хемијски елемент фермијум, врста елементарних честица фермиони, модел електронског гаса Фермијев гас, квантна статистика Ферми-Диракова статистика, квантна енергија Фермијева енергија, Томас-Фермијев модел атома и друго.